# نبردناو رجینا النا
نبردناو رجینا النا (به انگلیسی: Italian battleship Regina Elena) یک کشتی بود که طول آن ۱۴۴٫۶ متر (۴۷۴ فوت) بود. این کشتی در سال ۱۹۰۴ ساخته شد.